# Verbalperiphrase in der spanischen Sprache
Verbalperiphrase, perífrasis verbal, oder auch verbale Umschreibung ist allgemein ein Begriff aus der Sprachwissenschaft und bezeichnet die Verbindung von zwei oder, in Ausnahmefällen, mehr Verben, die eine einzige und semantisch (in der Bedeutung) einheitliche (nicht zusammengesetzte) Prädikationseinheit (Aussage) bilden. Es sind also Verbalkomplexe, die analytisch aus mehreren Wörtern gebildet werden.
Von allen romanischen Sprachen gilt das Spanische als die Sprache mit den meisten Verbalphrasen.
Die eine verbale Umschreibung generierenden Verben unterliegen gewissermaßen einem „Grammatikalisierungsprozess“. Das bedeutet, dass sie Teil eines Vorganges sind, bei dem gewisse lexikalische Einheiten eines Verbs ihre ursprüngliche Bedeutung verlieren, um anschließend grammatikalische Funktionen erfüllen zu können.
Die lexikalisch-semantische Konstruktion zur Bildung der spanischen Verbalperiphrase erfolgt über mindestens ein finites Verb, das Hilfsverb, auxiliar, und eine Nominalform, auxiliado. Unter der Nominalform eines Verbs wird dessen substantivierte infinite Verbform verstanden. Die Anwendung von Verbalperiphrasen oder verbalen Umschreibungen, perífrasis verbales, ist im Spanischen häufig.
Hierbei wird mindestens ein Verb zum Hilfsverb (Auxiliar) und hat in der Periphrase nur noch die Funktion, bestimmte grammatische Kategorien wie Zeitform oder Aspekt anzuzeigen. Der Begriff wurde insbesondere durch Georges Gougenheim für die französischen Periphrasen entwickelt.
Die Versprachlichung von Tempus, Aspekt und Modus vermittels umschreibender Verbalkonstruktionen ist ein Charakteristikum der romanischen Sprachen. Zur Bildung des Zeitbezugs wird in der spanischen Sprache das Tempus, tiempo gramatical, als grammatikalisches Mittel eingesetzt. Man unterscheidet zwischen syntaktisch einfachen (nur Vollverben, finite Verben) und syntaktisch komplexen oder periphrastischen Tempusformen (mit einer Auxiliar-Verb-Konstruktion, finites Verb in Verbindung mit einer Periphrase oder einem infiniten Verb). Das Auxiliar, verbo auxiliar, und Verb nehmen dabei eine morphologische definierte Form ein.
In seiner grundlegenden Arbeit aus dem Jahre 1973 beschreibt Wolf Dietrich fünf Kategorietypen der (romanischen) Verbalperiphrasen:
- die diathetische (so etwa die Passivierung, Kausativ),
- die temporale (so etwa Futurität),
- die aspektuelle[A 1] (so etwa Schau, Beginn, Reiteration oder Wiederholung, Ablauf bzw. Verlauf, Beendigung einer Handlung),
- die situierende und
- die modale Form (so etwa Obligation, Möglichkeit, Notwendigkeit).[6][7]

Das Spanische gibt die Aktionsart, also die zeitliche Verlaufsweise des Ereignisses, mit verbalen Umschreibungen durch die perífrasis verbales wieder.
Hierunter versteht man Verbalgruppen aus einem finiten Verb und einer (oder mehrerer) infinitiven Verbformen des Spanischen. Das finite Verb hat seine Eigenbedeutung hierbei weitgehend verloren und modifiziert nur noch die Aktionsart, oder es hat andere Bedeutungen, die mit der Struktur des Ereignisses zusammenhängen.
Ein solcher Typ sind Konstruktionen mit Verben der Bewegung, die eine Verbindung mit einem Infinitiv, Gerundium oder Partizip bilden und Funktionen ähnlich einem Hilfsverb annehmen. Die periphrastischen Konstruktionen bezeichnen: Anfang, Wiederholung, Dauer, Ende der Handlung.
| Vorgang                             | Deutsche präfigierte Formen                                                    | Spanische Entsprechungen |
| ----------------------------------- | ------------------------------------------------------------------------------ | --- |
| Anfang des Vorgangs                 | Präfixe: ein-; ent-; auf-, z. B. eintreten; entschlafen; aufblühen             | I. Bezüglich Präfixe: keine Entsprechungen; II. inchoative Verbalperiphrasen: empezar a + infinitivo; comenzar a + infinitivo; III. se-Verbenformen, z. B. dormirse                                                  |
| Ende, Abschluss des Vorgangs        | Präfixe: ab-; auf-; aus-; zer-, z. B. abbrennen; aufplatzen; zerreißen         | I. Präfixe: des-, en-; II. resultative Verbalperiphrasen: terminar + infinitivo; terminar + gerundio; III. Adverbien wie: por completo; totalmente                                                                   |
| Übergang in einen neuen Zielzustand | Präfixe: ab-; er-; aus-; ver-, z. B. abkühlen; erstaunen; ausgießen; vergraben | I. Präfixe: en-; em-; a-, z. B. enflaquecer; engordar; asustarse; III. Präfixe: des-; de-; re-, z. B. destacar; desteñir; rejuvenecer; IV. se-Verbformen: despertarse; V. inchoativ-ingressive Kopulaersatz: ponerse |

Das finite Verb, das Hilfsverb oder auxiliar, verliert in seiner Verbindung mit dem infiniten, nicht konjugierten Hauptverb, formas no personales del verbo, zumeist seine lexikalische Grundbedeutung. – Beispiel:
- Voy a escribir. wörtlich ich gehe zu schreiben in der Bedeutung von ich bin im Begriff zu schreiben oder ich werde (gleich) schreiben.

Hingegen bringt das zweite Verb, das Hauptverb, seine lexikalische Bedeutung zur Geltung und bezeichnet damit die Verbalhandlung an und für sich. Durch seine jeweilige grammatische Form als infinites Verb wird zusätzlich etwas über den Verlauf der Handlung oder des Tatbestandes ausgesagt.
Während bei feststehenden Redewendungen die Bedeutung einzig in der gesamten Wortkonstruktion liegt, es kein Auxiliar und infinites Verb als solches gibt, ist eine Zergliederung der Redewendung ohne Bedeutungsverlust nicht möglich. – Beispiel:
- dar a conocer bekanntgeben, bekanntmachen, verkünden
- hacer llegar zukommen rüberbringen, schicken.[10][A 2]

Verbalperiphrasen oder verbale Umschreibungen bilden eine semantische und syntaktische Einheit aus, die von einem gemeinsamen Subjekt und den gleichen Objekten begleitet werden. Echte Verbalperiphrasen können durch einfache Verbformen, unter Verlust ihrer aspektuellen Aussagekraft, ersetzt werden. Ferner lassen sich die infiniten Verbformen nicht durch ein Pronomen austauschen, in einem solchen Fall handelte es sich um zwei unabhängige Verben in einem Haupt- und Nebensatz.
```
Juana 
va a hacer
 la canción del mundial.
 Verbstruktur ist nicht trennbar: echte verbale Umschreibung
 
Juana la 
va a hacer
.
```

```
Juana 
va a hacer
 la canción del mundial.
 Ersatz durch einfachere Verbformen möglich

Juana 
hará
 la canción del mundial.
```

```
Juana 
ha dejado hecha
 la canción del mundial.
 Verbale Umschreibung lässt keine Pronomenplatzierung zu

Juana la 
ha dejado hecha
.
```

```
 
Juana necesita hacer violín.
 Pronomen lässt sich einfügen

Juana lo necesita.
[
11
]
```

## Infinite Verbformen im Spanischen
Den finiten Verben kann man die infiniten Verbformen gegenüberstellen, letztere sind nicht satzkonstituierend und bilden auch keine Tempusform im eigentlichen Sinne ab. Denn während die finite Verbform die Handlung, das Geschehen oder die Tatbestände, die sich auf die Zeit der Äußerung beziehen, d. h. sich (temporal)deiktisch auszudrücken in der Lage sind, können die infiniten Verbformen ein solches nur indirekt über ein oder im Zusammenwirken mit einem weiteren finiten Verb als sogenannte periphrastische Tempusform tun.
Infinite Verben, formas no personales del verbo, lassen weder die grammatische Person noch den Numerus erkennen. Hierzu zählen im Spanischen der Infinitiv, infinitivo, das Partizip, participio – eigentlich nur das Partizip, das mit haber zur Bildung der zusammengesetzten Zeiten und mit ser und estar für die Bildung des Passivs benötigt wird –, und das Gerundium, gerundio.
- Infinitiv, modo infinitivo. Beispiel: comprar
- Partizip, participio. Beispiel: comprado
- Gerundium, gerundio. Beispiel: comprando

Diese infiniten Verbformen werden zur Bildung der perífrasis verbales verwendet. Diese werden gebildet durch eine Verbindung aus einer finiten und einer infiniten Verbform, dabei übernimmt das finite Verb die Funktion eines Hilfsverbs, während das infinite Verb als Infinitiv, Partizip und Gerundium hinzutreten kann. Diese werden auch als hypotaktische Verbalphrasen bezeichnet,
die sich dann von den parataktischen Verbalphrasen abgrenzen.

## Die spanischen Verbalperiphrasen

### Historische Voraussetzungen
Die Verwendung der spanischen Verbalperiphrasen muss vor dem Hintergrund einer Veränderung des grammatischen Baus des Vulgär- oder Sprechlateins betrachtet werden. Es war der Wechsel von einem synthetischen zu einem analytischen Sprachbau. Diese Entwicklungstendenz im Vulgärlatein bestimmt letztlich die romanischen Sprachen und damit auch das Spanische. Da nicht nur die spanische Sprache Verbalperiphrasen aufweist, sondern sie in nahezu allen romanischen Sprachen zu finden sind, sie aber andererseits im Hochlateinischen fehlen, wurde die Vermutung geäußert, dass die Verbalperiphrasen eine Schöpfung des Vulgärlateins oder der vulgärlateinischen Sprachen waren. Dem Aspekt, aspecto gramatical, verleiht man in den romanischen Sprachen und hier insbesondere im Spanischen durch die Verbalperiphrasen Ausdruck. Die romanischen Sprachen lassen sich vom Schriftlateinischen signifikant durch den periphrastischen Ausdruck in den Kategorien Tempus, Aspekt und Modus unterscheiden.

### Funktionen der Verbalperiphrasen in der spanischen Sprache
Mit den perífrasis verbales kann im Spanischen der Aspekt der Handlung – so wie eine Handlung verläuft oder wie die Haltung des Sprechers zur zeitlichen Struktur von Handlungen oder Ereignissen ist – charakterisiert werden. Diese Konstruktionen mit Verben der Bewegung treten in Beziehung zu den infiniten Verben (dem Infinitiv, Partizip oder Gerundium), die dadurch ihre ursprüngliche Bedeutung verlieren und die Funktion eines Modalverbs annehmen.
Sie sind prinzipiell nach folgendem Muster konstruiert (lexikalische und grammatikalische Mittel):
- finites Verb (plus fakultativ Präposition) plus infinites Verb

Dabei kann die unpersönliche Verbform, das infinite Verb, oder genauer die Nominalform, auxiliado, also eine substantivierte infinite Verbform, zumeist ein Infinitiv, infinitivo ein Partizip, participio, oder aber ein Gerundium, gerundio, sein.
Hin und wieder findet sich noch eine dritte Wortart, einem Verbindungswort zumeist eine Präposition oder Konjunktion, zwischen dem Hilfsverb, dem finiten Verb, auxiliar, und dem Hauptverb, auxiliado.
Im Spanischen werden Verbalperiphrasen etwa auch zur Bildung der nahen Zukunft, futuro próximo (ir + a + Infinitiv) und der nahen Vergangenheit, pretérito próximo (acabo de + Infinitiv) verwendet. Das Verb ir gehen wird in der Periphrase mit der Präposition a nach, zu und einem Infinitiv, etwa escribir schreiben, zu der Bildung voy a escribir ich gehe es gerade schreiben. Das Verb acabar beenden, fertigwerden wird zum Beispiel in der Verbalperiphrase acabo de + Infinitiv zum Hilfsverb und zeigt an, dass eine Aktion soeben abgeschlossen wurde, lo acabo de leer ich habe es eben gelesen (wörtlich: ich höre auf es zu lesen).
In manchen normativen spanischen Grammatiken wird neben der beschriebenen, notwendigen Voraussetzung seiner Konstruktion – konjugiertes Verb plus unpersönliches Verb – noch die Voraussetzung gemacht, dass in dem neu entstandenen Konstrukt das finite Verb seine Grundbedeutung verliert. Anders gesagt: Behielte das konjugierte Verb seine Grundbedeutung, spräche man von einer Semi-Verbalperiphrase. Bei Verbalperiphrasen in einer festen Redewendung kann ein Hauptverb von einem Nebenverb nicht unterschieden werden, die gesamte Konstruktion steht für die Wendung. Ein nicht sinnentstellendes Abtrennen einzelner Teile ist nicht mehr möglich.
Durch die Bildung der verbalen Umschreibungen wird vor allem im infiniten Verb der Semi-Verbalphrasen der Aspekt herausgearbeitet. Der Aspekt beschreibt die Haltung des Sprechers zur zeitlichen Struktur von Handlungen oder Ereignissen.
Der grammatische Aspekt bezieht sich auf die Verwendung bestimmter Verbformen, durch die in der Sprechsituation die verschiedenen zeitlichen Perspektiven dargestellt werden können. Wichtig, aber auch schwierig ist für den deutschen Muttersprachler die Differenzierung zwischen imperfektivem und perfektivem Aspekt, mit anderen Worten das Verständnis sowie die Darstellung einer Handlung als ein abgeschlossenes Ganzes oder als eine sich im Verlauf befindliche Handlung.

### Einteilungen

#### Einteilung der Verbalperiphrasen nach Roca-Pons
Klassifiziert man die Verbalperiphrasen hinsichtlich ihrer Bestandteile, lassen sich folgende Bausteine benennen: Sie bestehen aus einem finiten Verb, auxiliar, und einer Nominalform, auxiliado. Das auxiliado kann ein Infinitiv, Partizip oder ein Gerundium, infinitivo, participio, gerundio sein. Die Nominalformen der Verben, auch Verbum infinitum oder auxiliado sind prinzipiell Verbformen, die nicht durch eine Person bestimmt sind.
Nach Roca-Pons (1958) lassen sich diese wie folgt aufteilen:
- perifrasis con infinitivo,
- perifrasis con participio,
- perifrasis con gerundio.

Roca-Pons untersucht im Weiteren die einzelnen Verbalperiphrasen innerhalb dieser Gruppierungen etwa ihrer temporalen, aspektuellen oder modalen Wertigkeit hin und führt weitere Differenzierungen durch. Die Verbalperiphrasen lassen sich also wiederum in temporale, aspektuelle, modale und andere Verbalperiphrasen einteilen. Temporale Periphrasen lassen sich gemäß der Zeiträume, Gegenwart, Vergangenheit und Zunft gliedern. Aspektuelle Verbalperiphrasen haben die Eigenschaft, dass das auxiliar durch eine Präposition vom auxiliado getrennt wird. Modale Verbalperiphrasen wiederum sind Periphrasen, die mit Modalverben als auxiliar gebildet werden. Bei den periphrastische Konstruktionen können die direkten Verbindungen, also solche die direkt aneinander ohne Präposition gefügt sind, von den indirekten Verbindungen, mit Präpositionen unterteilt werden. Letztlich gibt es noch nichtklassifizierbaren Verbalperiphrasen mit Infinitiv, sie formen die Gruppe der Verbalergänzungen.

#### Einteilung aus der Perspektive des Aspekts
Man kann die Verbalperiphrasen aus der Perspektive des Aspekts einteilen. Je nachdem, welchen Aspekt der Handlung sie betonen, in:
- perífrasis incoactivas o ingresivas, der Beginn der Handlung wird hervorgehoben; Beispiel: empezar a hacer;
- perífrasis durativas heben die Dauer und den Verlauf der Handlung hervor; Beispiel: continuar haciendo;
- perífrasis reiterativas zeigen, dass sich die Handlung mehrmals wiederholt; Beispiel: andar haciendo;
- perífrasis perfectivas y puntuales betonen das Ende oder die Beendigung der Handlung; Beispiel: parar de hacer;
- perífrasis exagerativas geben der Übertreibung in einer Handlung Ausdruck; Beispiel: hartarse a hacer;
- perífrasis acumulativas heben hervor, dass sich durch die Handlung etwas angesammelt hat; Beispiel: llevar hecho;
- perífrasis aproximativas heben die Unbestimmtheit und Unsicherheit hinsichtlich der dargestellten Handlung hervor; Beispiel: venir a hacer;
- perífrasis obligativas geben dem Müssen und Sollen der Handlung Ausdruck; Beispiel: quedar por hacer;
- perífrasis resultativas heben das Resultat der Handlung hervor; Beispiel: llegar a hacer.

Neben der Klassifikation der Verbalperiphrasen hinsichtlich der Art ihrer Bildung, also einer Unterscheidung zwischen Verbalperiphrasen mit einem Infinitiv, Partizip oder Gerundium, führt eine weitere Einteilungsmöglichkeit zu den Unterschieden zwischen temporalen, aspektuellen und modalen Verbalperiphrasen.
In der Arbeit von Hamplová (1968) wird versucht die Verbalperiphrasen auf ihren Aktionsart-Charakter hin zu analysieren. Folgende Funktionen der Verbalperiphrasen sind möglich:
- passive Diathese und faktitive Handlungen, also Periphrasen die das Bewirken von Zuständen ausdrücken,
- Modus
- temporale Beziehungen, Zukünftiges oder Vergangenes
- Aktionsart

### Einteilung der Perífrasis verbales in modale und aspektuelle verbale Umschreibungen
Die verbalen Umschreibungen, perífrasis verbales sind Verbindungen von zwei Verben, die eine verbale Aktion ausdrücken. Grundlegend lassen sind modale und aspektuelle verbale Umschreibungen differenzieren, perífrases modales y aspectuales.
Perífrases modales versprachlichen die Einstellung des Sprechers gegenüber der Aktion. Sie lassen sich ausschließlich mit dem Infinitiv, und den modalen Hilfsverben wie etwa deber, poder, querer, soler bilden. Bei den perífrases aspectuales werden Aussagen über die Art und Weise zu den infinitiven Formen hinzugefügt, die in der einfachen (infiniten) Verbform nicht wiederzugeben ist. Etwa ob es sich um eine regelmäßig-wiederkehrende, beendete, gleich beginnende, sich entwickelnde Aktion handelt.

## Übersichtstabelle
Die in der ersten Tabellenspalte bezeichneten Aktionsarten, modo de acción stellen lexikalisch-semantische Kategorien des Verbs bzw. der Verbalperiphrasen dar.
Sie charakterisieren den verbalen Vorgang in seiner jeweiligen besonderen Art und Weise, den Verlauf einer Handlung oder die Phasen bzw. Abstufung der Aktion, d. h. sie geben dem Verb eine zusätzliche Bedeutung und spezifizieren dadurch die Handlung. Diese Kategorien bezeichnen als Aktionsart entsprechend ihrer Polarität, z. B. einen Anfang, eine Wiederholung, einen Verlauf, eine Dauer und ein Ende der Handlung oder des Ereignisses.
| Verbalperiphrase (Vp.)     | Bedeutung | Gebildet mit                                  | Allgemeine Beispiele                                                                                 | Beispielsatz                      | Verb-Endungen              |
| -------------------------- | --- | --------------------------------------------- | --- | --------------------------------- | -------------------------- |
| temporale Vp.              | |                                               | |                                   |                            |
| parallele Vp.              | Gegenwart, presente                                                                                               | auxiliar + gerundio                           | estar + gerundio                                                                                     | Estar durmiendo                   | -iendo                     |
| retrospektive Vp.          | Vergangenheit, pretérito                                                                                          | auxiliar + participio                         | haber + participio                                                                                   | He escrito los lemas esta mañana. | -ado, -ido                 |
| prospektive Vp.            | Zukunft, futuro proximo                                                                                           | auxiliar + infinitivo                         | ir a + infinitivo                                                                                    | Voy a hacer mis deberes.          | -ar, -er, ir               |
| aspektuelle Vp.            | |                                               | |                                   |                            |
| iterative Vp.              | auch Frequentativ, Repetitiv; bezeichnet einen wiederholt auftretenden, gewohnheitsmäßigen Vorgang (Wiederholung) | auxiliar + infinitivo (auxiliar + gerundio)   | volver a hacer, (andar haciendo)                                                                     |                                   | -ar, -er, ir (-iendo)      |
| imminentielle Vp.          | drückt unmittelbar bevorstehende Handlungen aus (Vorbereitung)                                                    | auxiliar + infinitivo                         | comenzar a + infintivo, empezar a +, echar a +, ponerse a +                                          |                                   | -ar, -er, ir               |
| inzeptivie, ingressive Vp. | unmittelbar vor dem Ereignis (Beginn)                                                                             | auxiliar + infinitivo                         | estar para + infintivo, estar a punto de +                                                           |                                   | -ar, -er, ir               |
| inchoative Vp.             | heben den Beginn einer Handlung hervor                                                                            | auxiliar + infinitivo                         | empezar a hacer, meterse a hacer                                                                     |                                   | -ar, -er, ir               |
| kontinuative Vp.           | drückt einen gerade verlaufenden Vorgang aus, oft in Relation zu einem punktuellen Ereignis (Verlauf, Dauer)      | auxiliar + gerundio                           | estar + gerundio, andar +, seguir +, continuar +, ir +, venir +                                      |                                   | -iendo                     |
| konklusive Vp.             | bezeichnet das den Vorgang beschließende Ende oder Ergebnis eines Vorgangs (Vollendung)                           | auxiliar + infinitivo                         | acabar de + infinitivo, acabar por +, dejar +, parar de +, llegar a +, terminar de +, terminar por + |                                   | -ar, -er, ir               |
| egressive Vp.              | bezeichnet das Ende eines Vorgangs (Vollendung), weisen darauf hin, dass die Aktion gerade vollzogen wurde        | auxiliar + infinitivo                         | |                                   |                            |
| resultative Vp.            | bezeichnet das den Vorgang beschließende Ende oder Ergebnis eines Vorgangs (Vollendung)                           | auxiliar + participio (auxiliar + infinitivo) | llevar + participio, tener +, dar por +, quedar + (dejar de + infintivo)                             |                                   | -ado, -ido ( -ar, -er, ir) |
| terminative Vp.            | heben das Ende oder die Beendigung einer Handlung hervor                                                          | auxiliar + infinitivo                         | parar de hacer, terminar a hacer                                                                     |                                   | -ar, -er, ir               |
| approximative Vp.          | stellt die Mutmaßung oder Unsicherheit im Hinblick auf die versprachlichte Handlung in den Vordergrund            |                                               | |                                   |                            |
| modale Vp.                 | |                                               | |                                   |                            |
| deontische Vp.             | Art und Weise, wie die Welt nach bestimmten Gesetzen beschaffen sein sollte                                       | auxiliar + infinitivo                         | deber de hacer, venir a hacer                                                                        |                                   | -ar, -er, ir               |
| alethische Vp.             | (logische) Schlussfolgerungen über die Wahrheit von Beziehungen, die zwischen allen möglichen Welten bestehen     |                                               | |                                   |                            |
| bulethische Vp.            | ob in einer möglichen Welt etwas gewünscht wird                                                                   |                                               | |                                   |                            |
| epistemische Vp.           | Erwartungen, die Sprecher aufgrund ihres Hintergrundwissens haben                                                 | tener que + infintivo                         | |                                   |                            |
| evidentielle Vp.           | ob ein Sprecher über Evidenz aus zweiter Hand oder vom Hörensagen verfügt                                         |                                               | |                                   |                            |

## Beispiele

### Handlungsabsicht
Mit diesen Verbalperiphrasen werden Handlungsabsichten angekündigt, die bald geschehen werden oder unmittelbar bevorstehen.
Allgemeine Konstruktion:
```
Auxillarverb + Partikel + Vollverb im 
Infinitivo
```

| Intentionen; Vorhaben | Verbalperiphrase                                     | Ejemplo                                             | Beispiel Übersetzung                                                 |
| --------------------- | ---------------------------------------------------- | --------------------------------------------------- | -------------------------------------------------------------------- |
| estar a punto de      | drauf und dran sein, etwas zu tun; sich anschicken   | Estaba apunto de llamarte.                          | Ich war drauf und dran dich anzurufen.                               |
| estar para            | kurz davor sein, etwas zu tun                        | Estoy para acostarme ya.                            | Ich bin kurz davor ins Bett zu gehen.                                |
| ir a                  | im Begriff sein etwas zu tun; vorhaben, etwas zu tun | Voy a colgar la biquini.                            | Ich gehe gleich um den Bikini aufzuhängen                            |
| pasar a               | zu etwas übergehen                                   | ¿Qué pasará con los datos personales que facilites? | Was geschieht mit den personenbezogenen Daten, die ich bereitstelle? |

### Handlungsbeginn, Anfangen
Solche Verbalperiphrasen kennzeichnen den Beginn, die Eröffnung einer Handlung.
Allgemeine Konstruktion:
```
Auxillarverb + Partikel + Vollverb im Infinitiv
```

| Beginnen; Anfangen | Verbalperiphrase                                                                 | Ejemplo                                                     | Beispiel Übersetzung                                                                    |
| ------------------ | -------------------------------------------------------------------------------- | ----------------------------------------------------------- | --------------------------------------------------------------------------------------- |
| comenzar a         | beginnen zu                                                                      | Quizás ahora, comenzar a negociar podremos.                 | Vielleicht werden wir jetzt zu verhandeln beginnen können.                              |
| echar(se) a        | plötzlich etwas tun (in Kombination mit Verben der Bewegung oder Befindlichkeit) | No se puede leer este libro sin echarse a llorar.           | Man kann dieses Buch nicht lesen, ohne weinen zu müssen.                                |
| empezar a          | anfangen zu                                                                      | Sólo tenías que empezar a hablar.                           | Alles was du tun musst, ist anfangen zu reden.                                          |
| liarse a           | zu etwas übergehen                                                               | Me he liado a reparar la ventana delantera que estaba rota. | Ich habe mich darauf eingelassen, das kaputte Fenster an der Vorderseite zu reparieren. |
| meter(se) a        | sich versuchen an; sich in etwas hineinstürzen; ohne Expertise anfangen          | Me metí a curso de yoga.                                    | Ich stürzte mich in einen Yogakurs.                                                     |
| ponerse a          | beginnen zu                                                                      | Es hora de ponerse a trabajar.                              | Es ist Zeit zur Arbeit zu gehen.                                                        |
| romper a           | plötzlich und heftig anfangen, etwas zu tun                                      | Rompió a reír.                                              | Sie brach plötzlich und heftig in Lachen aus.                                           |

### Prozess, Handlungsfortgang, Verlauf
Solche Verbalperiphrasen kennzeichnen den Verlauf und beschreiben die Prozesshaftigkeit einer Handlung.
Allgemeine Konstruktion:
```
Auxillarverb + Partikel + Vollverb im 
Gerundio
```

| Fortschreiten; Prozess, Verlauf | Verbalperiphrase                                                                      | Ejemplo                                                                     | Beispiel Übersetzung                                                             |
| ------------------------------- | ------------------------------------------------------------------------------------- | --------------------------------------------------------------------------- | -------------------------------------------------------------------------------- |
| andar                           | Fortschreiten mit einer unbestimmten Zeit; an einer unbestimmten Lokalität            | Siempre andan discutiendo, creo que nunca se ponen de acuerdo.              | Immer streiten sie sich, ich denke, sie können nie übereinstimmen.               |
| comenzar                        | drückt den Verlauf der ersten Handlung aus                                            | La vaca que comienza comiendo se determina por un procedimiento cualquiera. | Die Kuh, die zu fressen beginnt, wird durch ein x-beliebiges Verfahren bestimmt. |
| estar                           | Handlung verläuft gerade im Moment des Sprechenaktes ab                               | Te estoy escribiendo ahora porque algo ha sucedido.                         | Ich schreibe dir jetzt, weil etwas passiert ist.                                 |
| empezar                         | mit etwas im Handlungsverlauf beginnen                                                | La señora empezó diciendo.                                                  | Die Frau fing an zu sagen.                                                       |
| ir                              | regelmäßig so stattfindende Handlung; Prozess, der gerade abläuft, verläuft           | Se va poniendo pesado.                                                      | So langsam wird sie lästig.                                                      |
| llevar                          | Handlungsdauer von der früher bis jetzt                                               | Llevo trabajando en esto desde hace ya mucho tiempo.                        | Ich habe schon lange daran gearbeitet.                                           |
| quedarse                        | Fortdauern einer Handlung, eines Vorganges                                            |                                                                             |                                                                                  |
| salir                           | plötzlich einsetzender Handlungsverlauf                                               | Una de las fotos que salió haciendo la película fotográfica de ayer.        | Eines der Fotos, die gestern auf dem Film gemacht worden sind.                   |
| venir                           | über einen Zeitraum hinweg immer wieder eine Handlung wiederholen; repetitives Muster | Te lo vengo diciendo desde hace diez días.                                  | Dir sage ich das schon seit zehn Tagen.                                          |